# Operation Gericht
Operation Gericht var kodnamnet på den tyska planen att vinna första världskriget genom att tillfoga den franska armén så stora förluster att Frankrike skulle ge upp. Planen, som utarbetats av Erich von Falkenhayn, sattes i verket genom slaget vid Verdun som pågick mellan den 21 februari - 18 december 1916. Gericht betyder "Dom" eftersom anfallet gick ut på att blöda den franska armén till döds, mer än att vinna mark. Under 1915 års strider på västfronten hade tyskarna lyckats hålla sina förluster på lägre nivåer än ententens förluster. Genom att anfalla ett symboliskt mål, som Verdun, skulle Frankrike tvingas sätta in hela sin manskapsstyrka.  Resultatet blev dock stora förluster för både tyskar och fransmän.